# 驯海路站
驯海路站是天津地铁11号线的地铁站，位于中华人民共和国天津市东丽区先锋东路与驯海路交叉口西侧，于2023年12月28日开通。

## 车站结构
驯海路站位于先锋东路与驯海路交叉口西侧，大致平行于先锋东路设置，呈东西走向，为地下两层岛式站台车站，车站长281.3米，车站地下一层为站厅层，地下二层为站台层，站台设置全高站台门。车站西侧设有一条单渡线。
| 地面              | 出入口 | A、B、C、D出入口 |
| 地下一层          | 站厅   | 客服中心、自动售票机、验票机 |
| 地下二层          | 站台   | \| \| \| █ 11号线往水上公园西路（东丽文体中心） \| \| 島式 · 開左邊车门 \| \| \| \| \| \| █ 11号线往东丽六经路（东丽一经路） \| |
|                   |        | █ 11号线往水上公园西路（东丽文体中心）                                                                                          |
| 島式 · 開左邊车门 |        | |
|                   |        | █ 11号线往东丽六经路（东丽一经路）                                                                                              |

## 车站出口
驯海路站共设4个出入口，各出口及周围设施如下所示：
|                                      |      |          |                                                                      |
| 出口编号                             | 照片 | 地点     | 可到达目的地                                                         |
| 出口 · A · 扶手电梯标志              |      | 先锋东路 | 东丽区人民法院，东丽区人力资源和社会保障局，新立街道办事处，鉴开中学 |
| 出口 · B · 扶手电梯标志              |      | 紫英路   | 天津市第一百中学                                                     |
| 出口 · C · 升降机标志 · 扶手电梯标志 |      | 驯海路   | 丽俊花苑                                                             |
| 出口 · D · 扶手电梯标志              |      | 先锋东路 | 天津市东丽区新希望幼儿园                                             |
| 註： 設有 \| 設有扶手電梯            |      |          |                                                                      |

## 换乘交通
| 公共汽车线路 \| 编号 \| 编号 \| 线路 \| 线路 \| 线路 \| 收费 \| 运营商 \| 备注 \| \| ---- \| ---- \| -------------- \| ---- \| ---------------- \| ----- \| ---------- \| ----------------------- \| \| \| 751 \| 华明新家园北站 \| ⇆ \| 东丽开发区地铁站 \| 2–3元 \| 公交四公司 \| 上下车刷卡 原 690高峰车 \| \| \| 780 \| 海颂园公交站 \| ⇆ \| 金桥公交站 \| 2元 \| 公交四公司 \| 原 720区间 \| \| \| 830 \| 中心公园 \| ⇆ \| 智达道公交站 \| 2元 \| 公交四公司 \| \| |      |                |      |                  |       |            |                         |
| 编号 | 编号 | 线路           | 线路 | 线路             | 收费  | 运营商     | 备注                    |
| | 751  | 华明新家园北站 | ⇆    | 东丽开发区地铁站 | 2–3元 | 公交四公司 | 上下车刷卡 原 690高峰车 |
| | 780  | 海颂园公交站   | ⇆    | 金桥公交站       | 2元   | 公交四公司 | 原 720区间              |
| | 830  | 中心公园       | ⇆    | 智达道公交站     | 2元   | 公交四公司 |                         |

| 编号 | 编号 | 线路           | 线路 | 线路             | 收费  | 运营商     | 备注                    |
| ---- | ---- | -------------- | ---- | ---------------- | ----- | ---------- | ----------------------- |
|      | 751  | 华明新家园北站 | ⇆    | 东丽开发区地铁站 | 2–3元 | 公交四公司 | 上下车刷卡 原 690高峰车 |
|      | 780  | 海颂园公交站   | ⇆    | 金桥公交站       | 2元   | 公交四公司 | 原 720区间              |
|      | 830  | 中心公园       | ⇆    | 智达道公交站     | 2元   | 公交四公司 |                         |

## 历史
本站工程名与正式站名均为驯海路站，以车站东侧的驯海路命名。
- 2021年9月30日，车站主体结构封顶[3]。
- 2023年12月28日，车站随11号线一期东段通车开通[1]。